# Keine Sorgen Arena
El Keine Sorgen Arena también llamado Josko Arena por razones de patrocinio y originalmente Fill Metallbau Stadion, es un estadio de fútbol ubicado en la ciudad austriaca de Ried im Innkreis, en el estado de Alta Austria. En él juega el club SV Ried de la Bundesliga austriaca. El estadio fue inaugurado en 2003 y posee una capacidad de 7600 asientos.
Las gradas para espectadores del Josko Arena están completamente cubiertas y es puramente un estadio de fútbol. El estadio cuenta con un área VIP, que se amplió a 500 asientos en 2013 y ahora cuenta con dos categorías de precios, así como estaciones de trabajo de prensa con acceso a internet de fibra óptica. Los clubes de fans de SV Ried están representados en la grada oeste, que se encuentra detrás de una de las dos puertas y actúa como una grada de pie. El sector visitante, con capacidad para unos 600 espectadores, también consta de espacio para estar de pie.
En el verano de 2013, el estadio recibió calefacción por suelo radiante, y en 2015 los focos se actualizaron a 1200 lux de iluminancia.
El primer partido en el estadio fue jugado el 19 de octubre de 2003 en donde SV Ried enfrentó al Austria Lustenau en juego válido por la 2. Liga 2003-04, SV Ried venció por 1–0.
Albergó tres partidos de fase de grupos del Campeonato Europeo de la UEFA Sub-19 de 2007.

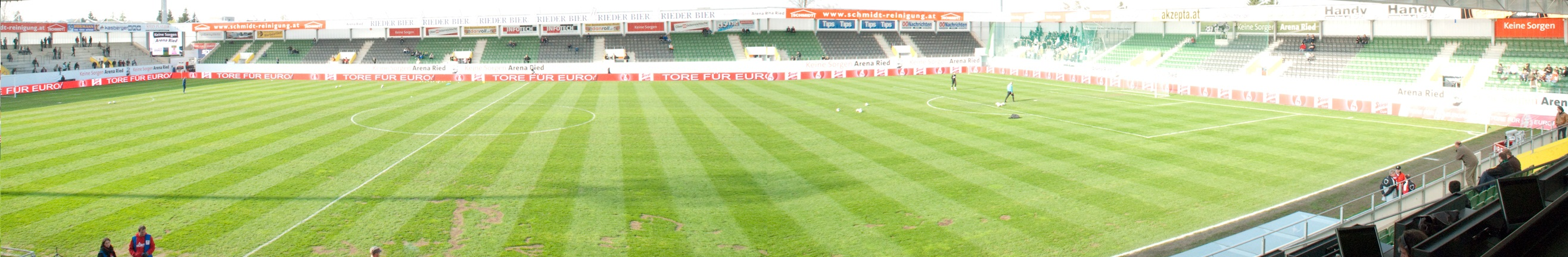
Panorámica del estadio.